# 西岐陈氏祖厅
西岐陈氏祖厅，是位于中国福建省宁德市蕉城区漳湾镇仓西村西岐自然村的一个清代古建筑，2006年2月入选蕉城区第五批县级文物保护单位。
西岐陈氏祖厅占地面积1223平方米，始建于明朝成化年间，现存建筑为清代风格，抬梁穿斗式砖木构硬山顶，大厅面阔三间，进深七柱，四周围以封火墙，地面为三合土铺就。